# Ottogi
Ottogi Co., Ltd. (koreanisch 주식회사 오뚜기) ist ein Lebensmittelhersteller mit Hauptsitz in Anyang, Südkorea. Es ist eines der größten Lebensmittelunternehmen in Korea und ist auch im KOSPI 200 gelistet.

## Geschichte
Ottogi wurde im Mai 1969 gegründet. Das erste Produkt von Ottogi war eine Curry-Gewürzmischung für die koreanische Version von japanischen Karē. Karē kam als Gericht in den 1940er-Jahren nach Korea, als Korea eine japanische Kolonie war, wurde jedoch erst durch das Produkt von Ottogi populär. Ottogi stellte auch Ketchup und Mayonnaise in den Jahren 1971 bzw. 1972 zum ersten Mal in Korea selbst her. 1981 brachte Ottogi ein Karē-Fertiggericht auf den Markt, welches sich bereits im ersten Jahr über 4 Millionen Mal verkaufte. Nachdem Ottogi im August 1994 an der Börse notiert wurde, überstieg der Gesamtumsatz im Jahr 2007 1 Trillion Won (￦) und überstieg im Jahr 2017 2 Trillionen ￦. Ottogi gründete 1994 eine Niederlassung in China, 2005 eine Niederlassung in den USA und 2007 je eine Niederlassung in Vietnam und Neuseeland. Ottogi hat Tochtergesellschaften wie Ottogi Ramyon Co. Ltd., Ottogi Sesame Mills Co. Ltd., Ottogi Frozen Foods Co. Ltd. und weitere.